# Музей-лапідарій Маффей
Музей-лапідарій Маффей (італ. Museo lapidario maffeiano) — музей-лапідарій у м. Вероні, Італія. Розташовується поруч п'яцци Бра. Відкритий у 1738 році; є одним із найстаріших громадських музеїв в Європі.

## Опис
Заснований в 1714 році маркізом Шипіоне Маффеї (1675—1755) на основі колекції Академічної філармонії Верони (27 епітафій, придбаних в 1612 році). Предмети античного мистецтва були знайдені в результаті археологічних розкопок в регіоні Венето. Будівля музею із монументальним шестиколонним портиком побудована за проєктом архітектора А. Помпеї. Доступ для відвідувачів у музей був відкритий в 1738 році. 
В експозиції музею представлена велика колекція предметів давньогрецького, давньоримського та етруського мистецтва: кам'яних плит, саркофагів, урн, статуй, написів, ваз. У 1749 році його засновником був складений перший каталог музею («Museum Veronense»).

## Вибрані експонати
- Рельєф з оголеним героєм і конем, Аттика, кін. V ст. до н. е.
- Похоронна стела із жінкою, що сидить на своїй могилі, можливо Тасос, V ст. до н. е.
- Надгробний пам'ятник родини Гая Силія Батілла, Аттика, I ст.
- Заповіт Епіктета, Тера, кін. III ст. до н. е.
- Етруська урна для попелу. Вольтерра, II—I ст. до н. е.
- Саркофаг з міфом про Фаетона, Рим, сер. ІІІ ст.

## Галерея

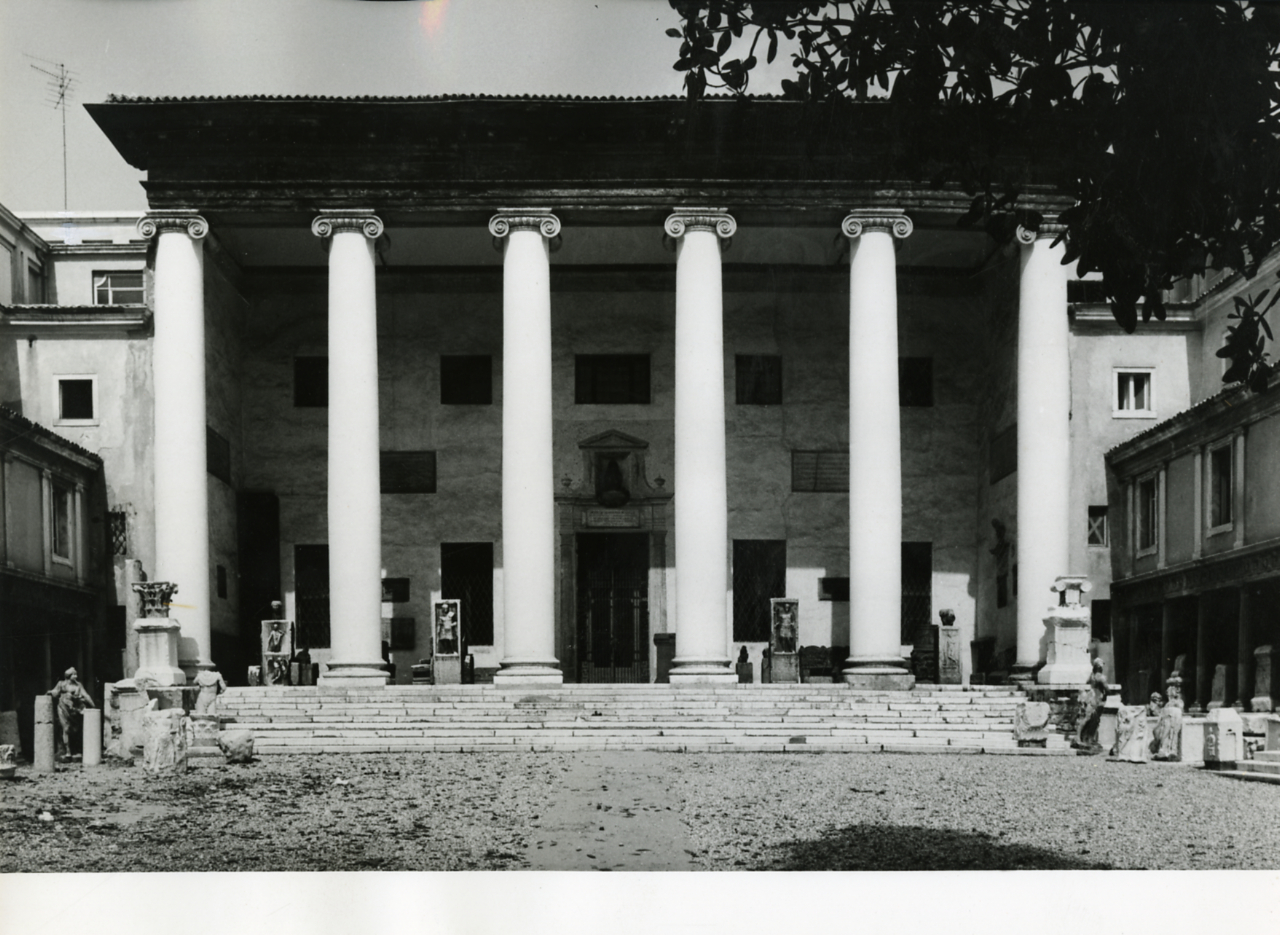
Фото Паоло Монті, 1972
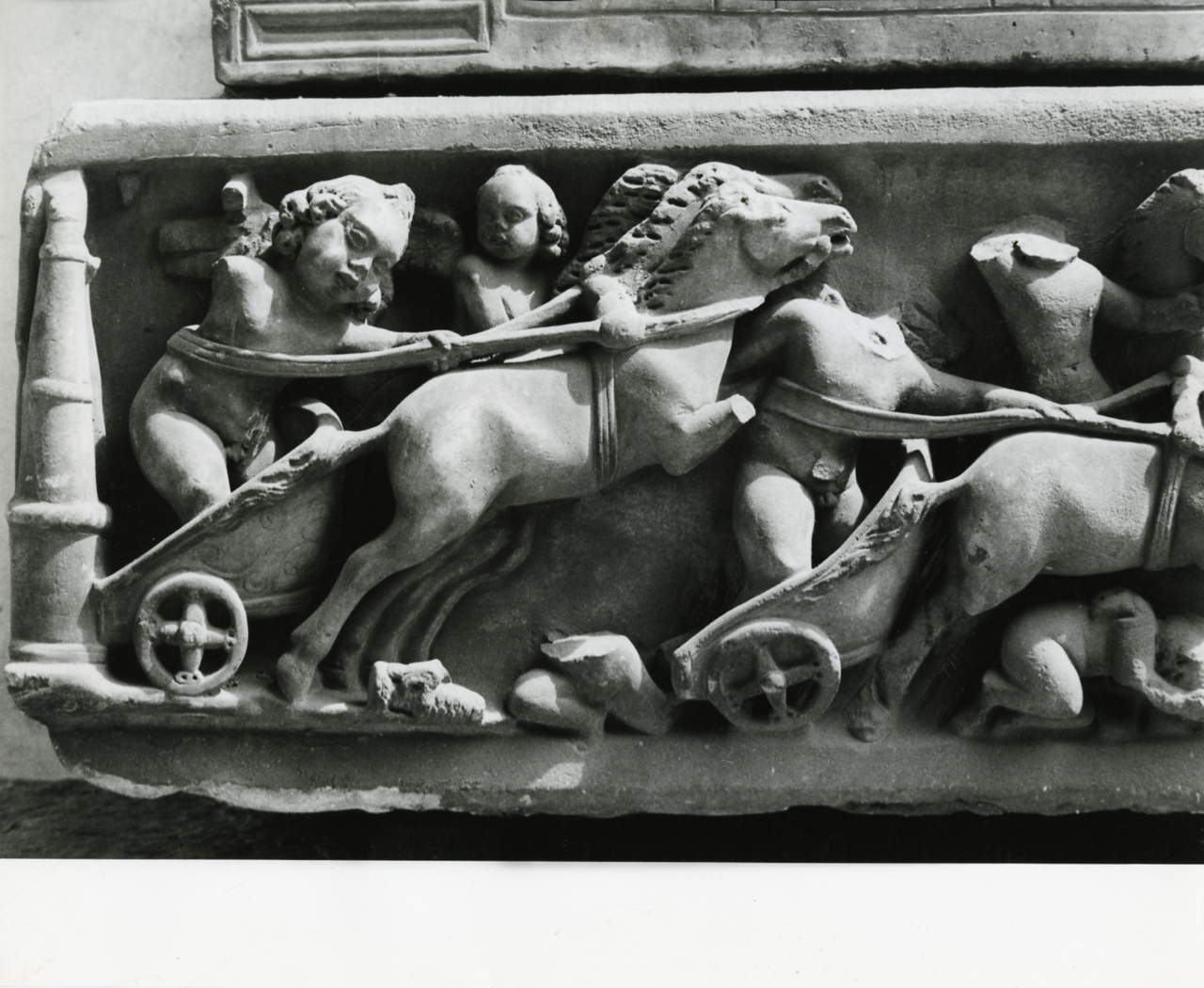
Фото Паоло Монті, 1972
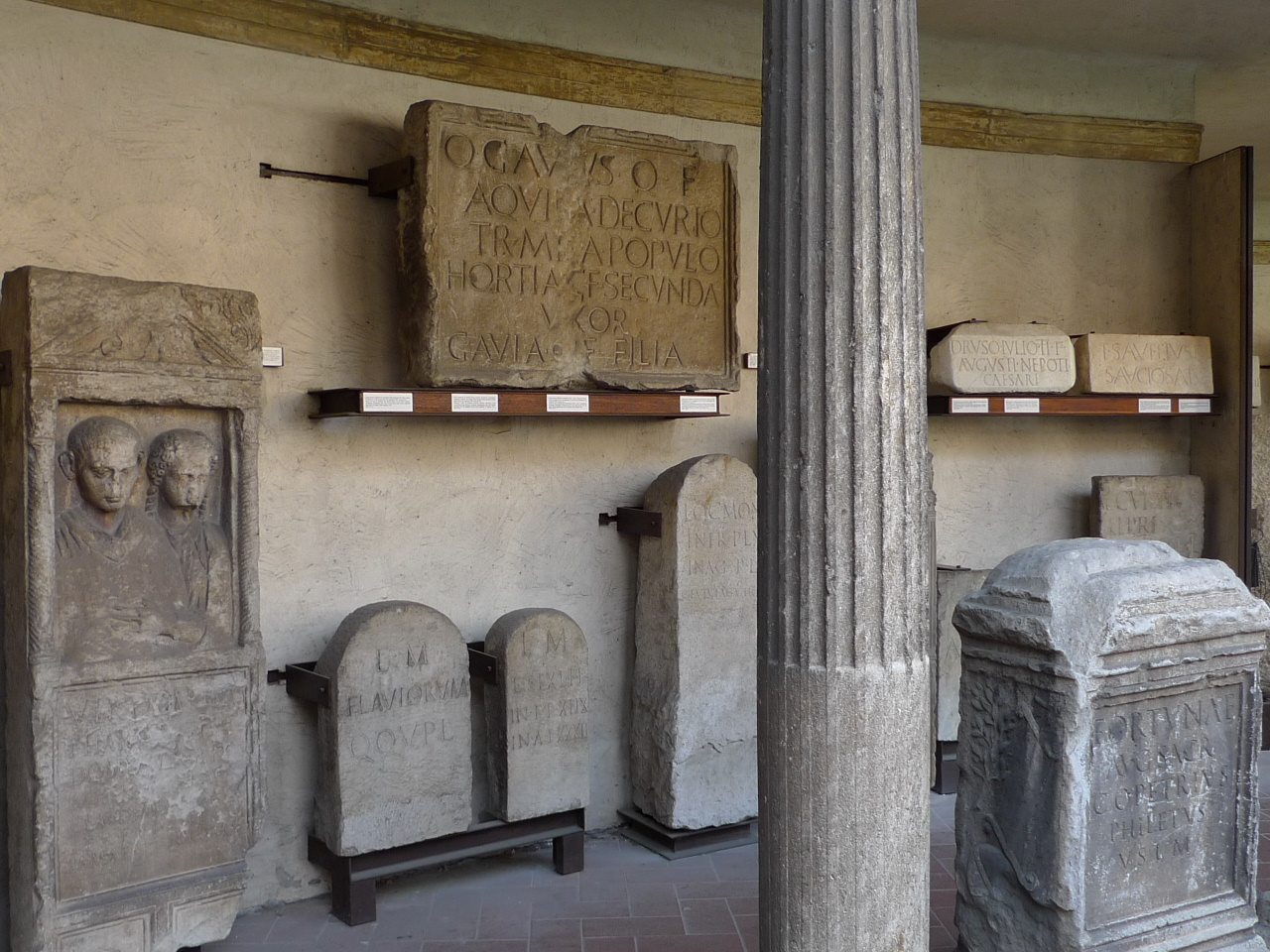
Римські надгробки
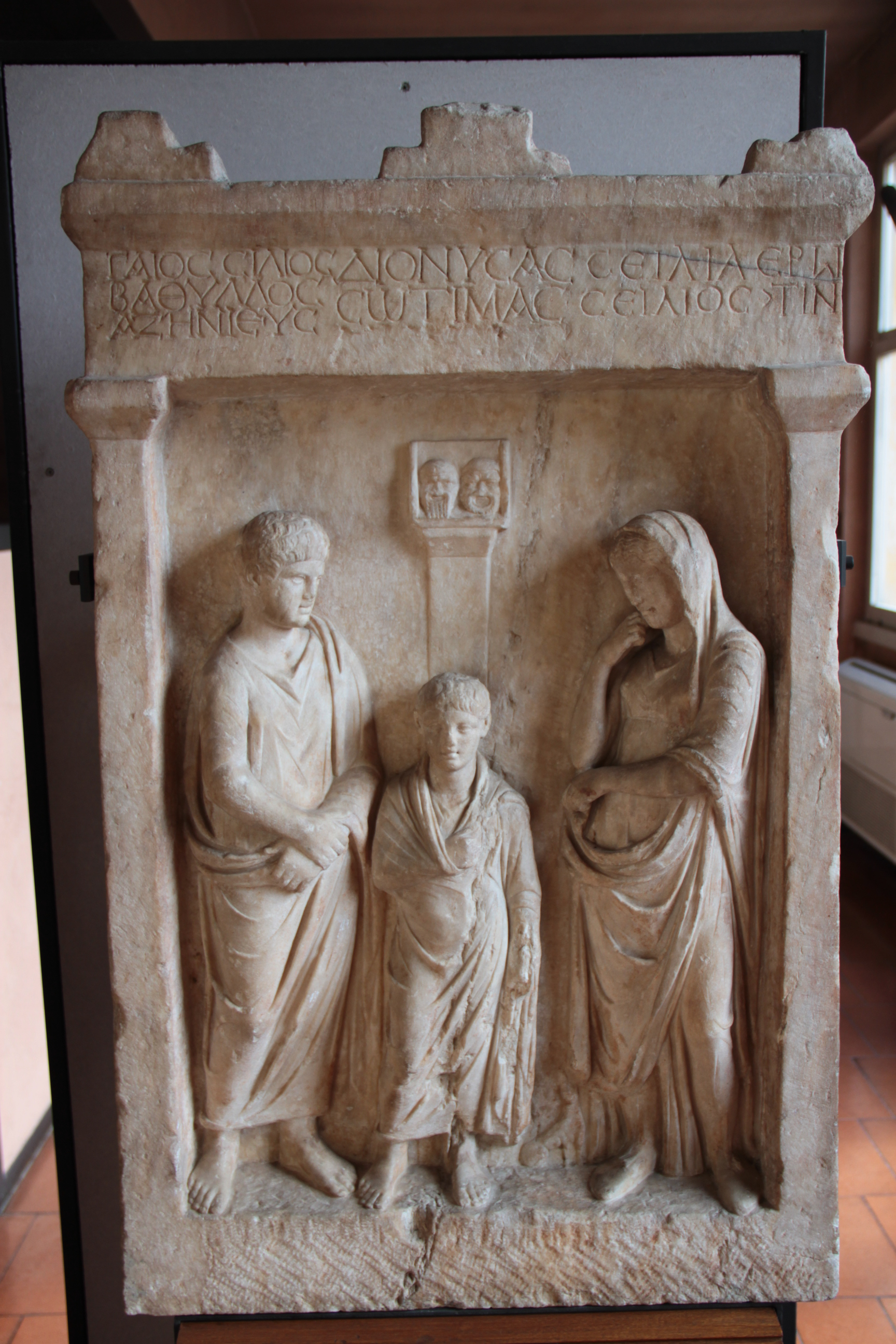
Надгробний пам'ятник родини Гая Силія Батілла, Аттика, I ст.
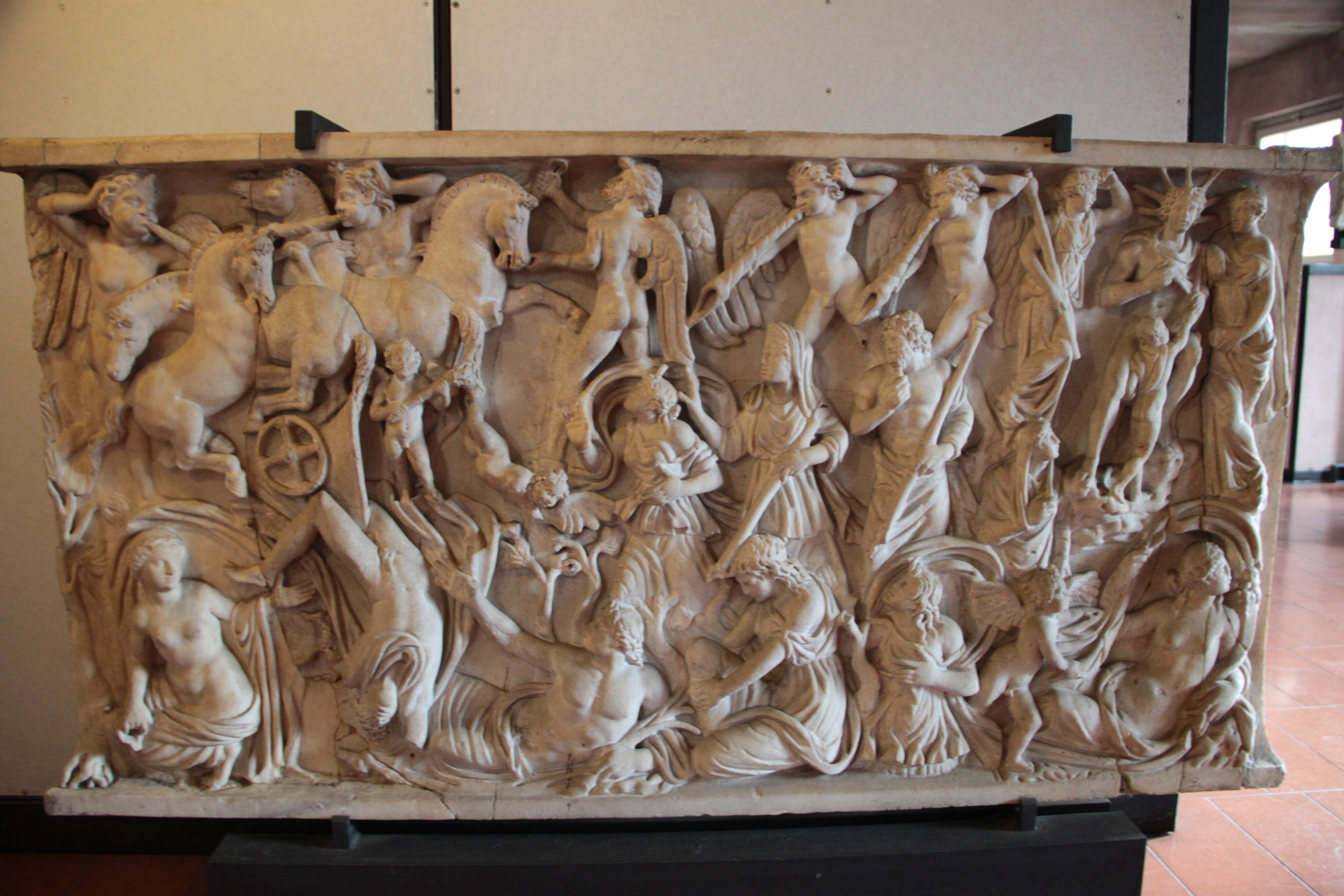
Саркофаг з міфом про Фаетона, Рим, сер. III ст.
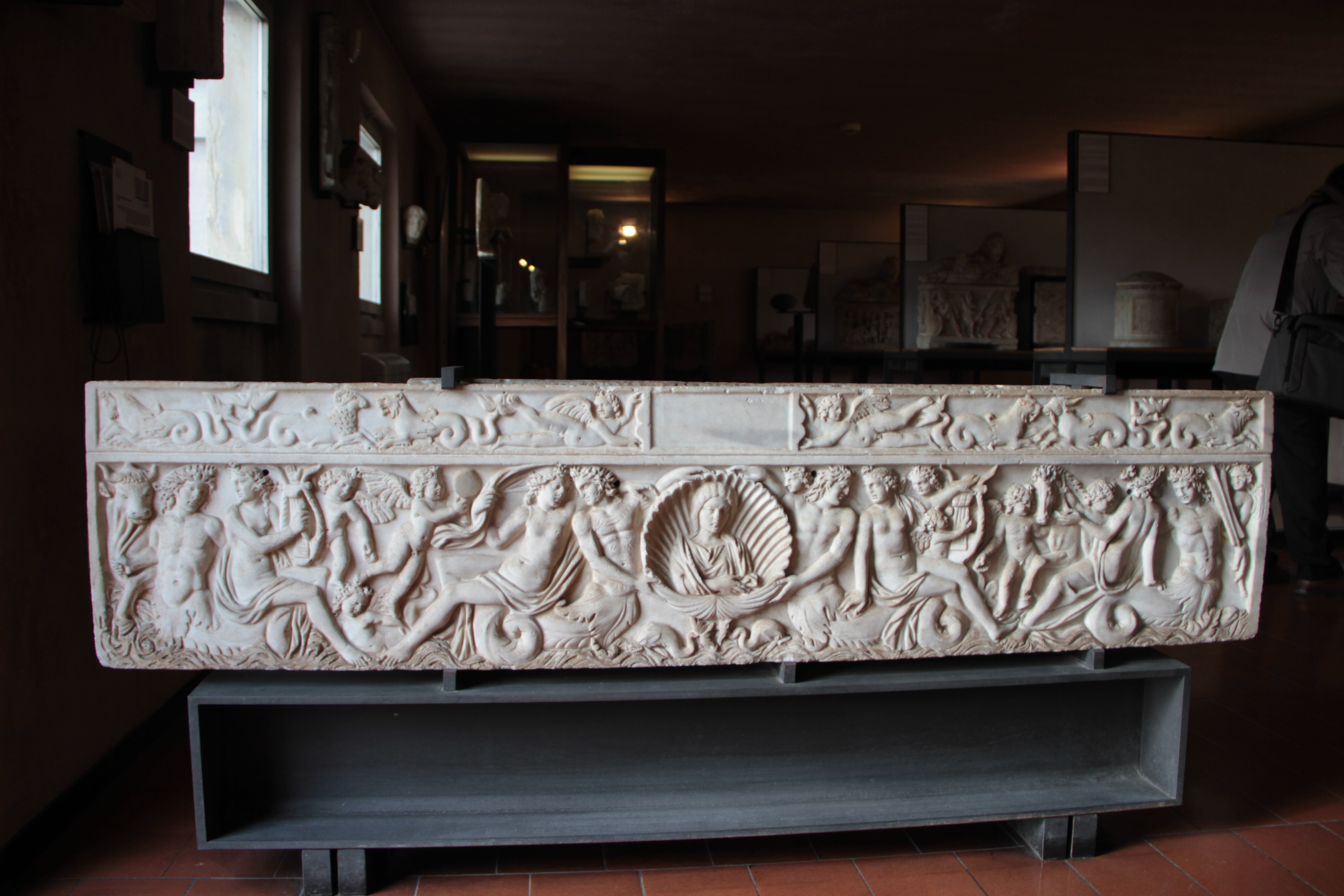
Саркофаг з портретом покійної в раковині та сценою морського тіаза, мармур. III ст.